# Otakar Vindyš
Otakar Vindyš (ur. 9 kwietnia 1884 w Pradze, zm. 23 grudnia 1949 tamże) – czeski, a potem czechosłowacki hokeista, olimpijczyk, brązowy medalista igrzysk olimpijskich w Antwerpii w 1920 roku, wielokrotny medalista Mistrzostw Europy.

## Występy na IO
| Rok  | Igrzyska Olimpijskie | Konkurencja     | Wyniki     |
| 1920 | Antwerpia 1920       | hokej na lodzie | brąz       |
| 1924 | Chamonix 1924        | hokej na lodzie | 5. miejsce |